# Won Yeong-ja
Won Yeong-ja (원영자?; Seul, 29 aprile 1951) è un'ex cestista sudcoreana.

## Carriera
Con la Corea del Sud ha disputato i Campionati mondiali del 1975.